# نلسون دیاس
نلسون دیاس (اسپانیایی: Nelson Díaz‎; ۱۲ ژانویهٔ ۱۹۴۲ – ۴ دسامبر ۲۰۱۸) بازیکن فوتبال اهل اروگوئه بود.
از باشگاه‌هایی که در آن بازی کرده‌است می‌توان به باشگاه فوتبال پنیارول، باشگاه فوتبال میلوناریوس، باشگاه ورزشی اتلتیکو جونیور، و باشگاه فوتبال مونته‌ویدئو واندررز اشاره کرد.
وی همچنین در تیم ملی فوتبال اروگوئه بازی کرده‌است.